# Мерсин
За едноименния вилает вижте Мерсин (вилает).
Мерсѝн (на турски: Mersin) е град в централната част на южна Турция, десети по големина в страната, административен център на едноименния вилает Мерсин. Разположен е на около 100 м н.в.. Пристанище на Средиземно море. Мерсин е с население 1 814 468 души по данни от преброяването през 2018 г.

## География
Мерсин е един бързо израстващ град, чиито мениджмънт му позволява индустрия, земеделие и туризъм да съжителстват заедно.
Времето в Мерсин е слънчево 300 дни в годината. Морето е винаги синьо и изглежда като че ли постоянно се състезава със зеленината на земята. Жители на града, живеещи тук от години, никога не са виждали сняг. През цялата година има най-много 70 мрачни, дъждовни дни.
Мерсин е провинциалната столица на Турция. От западната му страна е Анталия – един от най-привлекателните туристически центрове в Турция. От изток – Адана – земеделски и промишлен център. На юг е запазена непокътната бреговата ивица на Средиземно море, а северната част е поделена между долината Анадола и планинската верига Таурус.

## Транспорт
Има традиционни автобусни линии до Мерсин от много градове в Турция.
На 67 км от града е локализирано летище в Шекирпаша. Оттук има редовни авиолинии до Анкара и Истанбул.
Пътувайки с влак от и до Адана, времето е около 60 минути.
Възможно е да посетим Мерсин и по въздуха.

## Развитие
Днес Мерсин е един голям град простиращ се по крайбрежието на средиземно море, в който се намира и един от най-високите небостъргачи в Турция – Мертим, който е и най-високата сграда в Турция за периода 1987 – 2000 г. В града има още огромни хотели, опера, скъпи недвижими имоти в близост до морето и по хълмовете, и много други съвременни градски имения и места за забавление и почивка. Населението на града наближава 1 млн. жители, като данните за 2009 г. показват – 973 754 души.

## Икономика
Пристанището е в основата на икономиката на Мерсин. Налични са 45 кейовете с капацитет от 6000 кораба годишно.
В непосредствена близост до пристанището е формирана и свободна икономическа зона, създадена през 1986 г., първата свободна зона в Турция за складове, магазини, монтаж-демонтаж, поддръжка и инженерни работни срещи, банково и застрахователно дело, опаковане преопаковане, етикетиране и изложбени съоръжения. Зоната е с публична собственост и център за чуждестранни инвеститори. Обемът на търговия на свободната зона е 51,8 млрд. щатски долара през 2002 г.
Мерсин има магистрални връзки на север, изток и запад. Свързан е също с южната жп линия. А разстоянието до летището в Адана е само 69 км.

## Образование
Университетът в Мерсин е основан през 1992 г. и започва да преподава през 1993 – 1994 г., с 11 факултета, 6 училища и 9 професионални училища. В първите години обучаващите са около 10 хиляди, в днешни дни броят на студентите продължава да расте, като за момента числото е 22 хиляди студенти.